# Qazaqstan Prem'er Ligasy 2015
La Qazaqstan Prem'er Ligasy 2015 è stata la 24ª edizione della massima divisione del calcio kazako. La stagione è iniziata il 7 marzo e si è conclusa il 14 novembre 2015. L'Astana ha vinto il campionato.

## Stagione

### Novità
Al posto dello Spartak Semey, retrocesso al termine della stagione precedente, è stato promosso l'Oqjetpes.

### Formula
Le 12 squadre si affrontano in un girone di andata e ritorno, per un totale di 22 giornate. Al termine, le prime sei classificate giocano un play-off per il campionato. Le ultime sei classificate partecipano a un play-out per evitare la retrocessione. I punti conquistati nella prima fase vengono dimezzati.

La squadra campione del Kazakistan ha il diritto a partecipare alla UEFA Champions League 2016-2017 partendo dal secondo turno di qualificazione.

Le squadre classificate al secondo e terzo posto sono ammesse alla UEFA Europa League 2016-2017 partendo dal primo turno di qualificazione.

La vincitrice della Coppa nazionale è ammessa alla UEFA Europa League 2016-2017 partendo dal primo turno di qualificazione.

La penultima classificata gioca lo spareggio con la seconda classificata della Birinşi Lïga.

L'ultima classificata retrocede direttamente in Birinşi Lïga.

## Squadre partecipanti
| Club              | Stagione | Città       | Stadio                       | Posizione 2014           |
| ----------------- | -------- | ----------- | ---------------------------- | ------------------------ |
| Aqtöbe            |          | Aqtöbe      | Central'nyj                  | 3º posto                 |
| Astana            | dettagli | Astana      | Astana Arena                 | Campione                 |
| Atyrau            |          | Atyrau      | Munajši                      | 10º posto                |
| Ertis             |          | Pavlodar    | Central'nyj                  | 8º posto                 |
| Jetisý            |          | Taldyqorǧan | Jetysw                       | 9º posto                 |
| Oqjetpes          |          | Kökşetaw    | Torpedo Stadium              | 1º posto in Birinşi Lïga |
| Ordabasy          |          | Šymkent     | Stadio Qajımuqan Muñaýtpasov | 5º posto                 |
| Qairat            |          | Almaty      | Stadio Centrale              | 2º posto                 |
| Qaisar            |          | Kyzylorda   | Gany Muratbayev Stadium      | 4º posto                 |
| Shahter Qaraǵandy |          | Qaraǧandy   | Şaxter                       | 6º posto                 |
| Taraz             |          | Taraz       | Central'nyj                  | 11º posto                |
| Tobyl             |          | Qostanaj    | Central'nyj                  | 7º posto                 |

## Prima fase

### Classifica finale
|  | Pos. | Squadra           | Pt | G  | V  | N  | P  | GF | GS | DR  |
|  | ---- | ----------------- | -- | -- | -- | -- | -- | -- | -- | --- |
|  | 1.   | Qairat            | 44 | 22 | 13 | 5  | 4  | 43 | 14 | +29 |
|  | 2.   | Aqtöbe            | 44 | 22 | 12 | 8  | 2  | 27 | 12 | +15 |
|  | 3.   | Astana            | 43 | 22 | 12 | 7  | 3  | 40 | 19 | +21 |
|  | 4.   | Atyrau            | 37 | 22 | 9  | 10 | 3  | 23 | 21 | +2  |
|  | 5.   | Ordabasy          | 35 | 22 | 9  | 8  | 5  | 21 | 18 | +3  |
|  | 6.   | Ertis             | 30 | 22 | 7  | 9  | 6  | 26 | 23 | +3  |
|  | 7.   | Oqjetpes          | 26 | 22 | 8  | 2  | 12 | 23 | 32 | -9  |
|  | 8.   | Tobyl             | 25 | 22 | 7  | 4  | 11 | 22 | 32 | -10 |
|  | 9.   | Taraz             | 24 | 22 | 7  | 3  | 12 | 17 | 25 | -8  |
|  | 10.  | Shahter Qaraǵandy | 18 | 22 | 5  | 3  | 14 | 16 | 38 | -22 |
|  | 11.  | Jetisý            | 17 | 22 | 4  | 5  | 13 | 19 | 30 | -11 |
|  | 12.  | Qaisar            | 17 | 22 | 3  | 8  | 11 | 12 | 26 | -14 |

Legenda:
      Ammesse alla poule scudetto
      Ammesse alla poule retrocessione
Note:
Tre punti a vittoria, uno a pareggio, zero a sconfitta.

### Risultati
|                    | Akt  | Aty   | Ast   | Ert  | Kai  | Qay  | Oqj  | Ord  | ShK  | Tar  | Tob  | Zhe  |
| ------------------ | ---- | ----- | ----- | ---- | ---- | ---- | ---- | ---- | ---- | ---- | ---- | ---- |
| Aktobe             | –––– | 1-1   | 0-0   | 2-1  | 0-0  | 0-0  | 4-2  | 0-0  | 0-1  | 3-1  | 2-1  | 2-0  |
| Atyrau             | 0-2  | ––––- | 1-1   | 0-0  | 2-1  | 0-0  | 2-1  | 1-1  | 1-0  | 2-1  | 1-2  | 3-0  |
| Astana             | 0-0  | 0-0   | ––––- | 2-2  | 2-0  | 4-3  | 2-0  | 1-1  | 2-1  | 4-1  | 4-0  | 2-1  |
| Ertis              | 1-0  | 1-2   | 0-3   | –––– | 4-2  | 1-1  | 3-1  | 2-0  | 3-1  | 0-1  | 1-1  | 1-0  |
| Kaisar             | 0-0  | 0-0   | 2-1   | 0-0  | –––– | 0-0  | 0-2  | 1-1  | 2-0  | 1-3  | 0-1  | 0-0  |
| Qayrat             | 1-2  | 0-1   | 2-0   | 1-0  | 1-0  | –––– | 4-0  | 2-1  | 4-0  | 2-0  | 4-0  | 2-0  |
| Oqjetpes           | 2-3  | 2-2   | 1-2   | 0-1  | 1-0  | 1-3  | –––– | 0-1  | 1-0  | 2-0  | 1-0  | 2-0  |
| Ordabası           | 0-1  | 2-0   | 0-2   | 1-1  | 0-0  | 2-2  | 3-2  | –––– | 1-0  | 1-0  | 2-0  | 0-0  |
| Shakhter Karagandy | 0-1  | 1-1   | 0-4   | 2-2  | 1-2  | 0-5  | 3-0  | 0-1  | –––– | 2-0  | 1-0  | 2-1  |
| Taraz              | 0-1  | 0-1   | 2-0   | 0-0  | 3-0  | 1-0  | 1-1  | 0-1  | 0-0  | –––– | 1-0  | 2-0  |
| Tobol              | 0-2  | 2-2   | 1-1   | 1-0  | 1-3  | 1-0  | 0-2  | 1-3  | 4-1  | 3-0  | –––– | 3-1  |
| Zhetysu            | 1-1  | 1-2   | 1-3   | 2-2  | 2-1  | 0-3  | 0-1  | 3-0  | 3-0  | 1-0  | 0-0  | –––– |

## Poule scudetto

### Classifica finale
|                       | Pos. | Squadra  | Pt | G  | V  | N  | P  | GF | GS | DR  |
| --------------------- | ---- | -------- | -- | -- | -- | -- | -- | -- | -- | --- |
| Kazakistan (bandiera) | 1.   | Astana   | 46 | 32 | 20 | 7  | 5  | 55 | 26 | +29 |
|                       | 2.   | Qairat   | 45 | 32 | 20 | 7  | 5  | 60 | 19 | +41 |
|                       | 3.   | Aqtöbe   | 30 | 32 | 15 | 9  | 8  | 35 | 25 | +10 |
|                       | 4.   | Ordabasy | 29 | 32 | 12 | 10 | 10 | 32 | 31 | +1  |
|                       | 5.   | Atyrau   | 27 | 32 | 11 | 12 | 9  | 29 | 35 | -6  |
|                       | 6.   | Ertis    | 25 | 32 | 10 | 10 | 12 | 37 | 39 | -2  |

Legenda:
      Campione del Kazakistan e ammessa alla UEFA Champions League 2016-2017
      Ammesse alla UEFA Europa League 2016-2017
Note:
Tre punti a vittoria, uno a pareggio, zero a sconfitta.

### Risultati
|          | Akt  | Ast  | Aty  | Ert  | Kai  | Ord  |
| -------- | ---- | ---- | ---- | ---- | ---- | ---- |
| Aqtobe   | –––– | 0-1  | 1-0  | 3-2  | 0-3  | 1-0  |
| Astana   | 1-0  | –––– | 4-1  | 1-0  | 0-1  | 2-1  |
| Atyrau   | 1-1  | 0-1  | –––– | 1-0  | 1-2  | 1-3  |
| Ertis    | 1-0  | 2-1  | 2-0  | –––– | 0-2  | 1-2  |
| Qayrat   | 2-1  | 0-1  | 0-0  | 5-2  | –––– | 2-0  |
| Ordabası | 2-1  | 2-3  | 0-1  | 1-1  | 0-0  | –––– |

## Poule retrocessione

### Classifica finale
|  | Pos. | Squadra           | Pt | G  | V  | N  | P  | GF | GS | DR  |
|  | ---- | ----------------- | -- | -- | -- | -- | -- | -- | -- | --- |
|  | 1.   | Oqjetpes          | 29 | 32 | 12 | 6  | 14 | 35 | 40 | -5  |
|  | 2.   | Tobyl             | 29 | 32 | 12 | 6  | 14 | 32 | 41 | -9  |
|  | 3.   | Taraz             | 26 | 32 | 10 | 8  | 14 | 25 | 33 | -8  |
|  | 4.   | Shahter Qaraǵandy | 23 | 32 | 9  | 5  | 18 | 27 | 47 | -20 |
|  | 5.   | Jetisý            | 22 | 32 | 8  | 6  | 18 | 30 | 44 | -14 |
|  | 6.   | Qaisar            | 16 | 32 | 4  | 12 | 16 | 20 | 38 | -18 |

Legenda:
 Ammessa allo spareggio promozione-retrocessione
      Retrocesse in Birinşi Lïga 2016
Note:
Tre punti a vittoria, uno a pareggio, zero a sconfitta.

### Risultati
|                    | Kai  | Oqj  | ShK  | Tar  | Tob  | Zhe  |
| ------------------ | ---- | ---- | ---- | ---- | ---- | ---- |
| Qaysar             | –––– | 0-1  | 0-1  | 0-0  | 1-2  | 3-1  |
| Oqjetpes           | 2-1  | –––– | 1-0  | 0-0  | 1-2  | 1-1  |
| Shakhter Karagandy | 1-1  | 0-0  | –––– | 3-0  | 1-2  | 3-1  |
| Taraz              | 1-1  | 3-3  | 2-0  | –––– | 1-0  | 1-0  |
| Tobol              | 0-0  | 1-0  | 2-1  | 0-0  | –––– | 1-3  |
| Zhetysu            | 3-1  | 0-3  | 0-1  | 1-0  | 2-0  | –––– |

## Spareggio promozione-retrocessione
|        |       |                | Città e data                  |
| ------ | ----- | -------------- | ----------------------------- |
| Jetisý | 1 - 0 | Vostok Óskemen | Taldyqorǧan, 14 novembre 2015 |

Lo Jetisw mantiene il posto in Prem'er Ligasy.

## Statistiche

### Individuali

#### Classifica marcatori
Aggiornata all'8 novembre 2015.
| Gol |  |  | Giocatore           | Squadra         |
| --- |  |  | ------------------- | --------------- |
| 22  |  |  | Gerard Gohou        | Qaýrat          |
| 13  |  |  | Luka Rotković       | Oqjetpes        |
| 13  |  |  | Đorđe Despotović    | Jetisw/Qaýrat   |
| 12  |  |  | Dušan Savić         | Jetisw          |
| 11  |  |  | Tañat Nöserbayev    | Astana          |
| 9   |  |  | Sergey Xïjnïçenko   | Aqtöbe          |
| 9   |  |  | Oleksandr Pyščur    | Taraz           |
| 8   |  |  | Kostjantyn Dudčenko | Ertis           |
| 8   |  |  | Roger Cañas         | Astana          |
| 8   |  |  | Älibek Böleşev      | Oqjetpes        |
| 8   |  |  | Edin Junuzović      | Qaýsar/Ordabası |

## Verdetti finali
- Astana (1ª classificata) Campione del Kazakhistan e qualificata alla UEFA Champions League 2016-2017.
- Qaýrat (2ª classificata), Aqtöbe (3ª classificata) e Ordabası (4ª classificata) qualificati alla UEFA Europa League 2016-2017.
- Qaýsar (12ª classificata) retrocessa in Birinşi Lïga.